# Raymond Paquin
Raymond Paquin, né le 18 juillet 1948 à Val-d'Or et mort le 2 mai 2014, est un imprésario et un producteur québécois, également auteur en 2004 d'un livre sur ses souvenirs avec André Fortin. 

## Biographie
Aîné d'une famille de six enfants, Raymond grandit à Rouyn-Noranda. Il travaille à plusieurs radios dont Radio-Nord, CJMS et CKRV. Il gère une cinquantaine d'artistes dont Richard Desjardins, Philippe Leduc, Jacques Michel et François Dompierre. En 1988, il produit les 39 dernières émissions de la série Le Village de Nathalie. Puis, entre 1990 et 1995, il produit deux variétés et 425 spectacles, en plus de gérer la carrière du groupe Les Colocs. Enfin, de 1996 à 2003, il dirige avec sa collègue Lise Durocher la maison de disques Musicomptoir sur lequel sont produits des albums desdits Colocs, ainsi que de Fred Fortin, Lilison Di Kinara, et Maryse Letarte, entre autres.
En 2004, Raymond Paquin devient auteur et sort un premier livre intitulé Dédé. Ce livre se veut la biographie du chanteur des Colocs André Fortin. Il est publié par les éditions Quitte ou Double, propriété de sa collègue Lise Durocher. L'année d'après, Raymond Paquin sort un deuxième livre, Les 400 Coups de Gilles Proulx, qui se base sur une entrevue avec l'animateur Gilles Proulx. En 2008, il sort un livre sur les personnes âgées intitulé Luc Maurice et les Nouveaux Vieux. 
Il meurt le 2 mai 2014.

## Publications
- 2004 : Dédé
- 2005 : Les 400 coups de Gilles Proulx
- 2008 : Luc Maurice et les Nouveaux Vieux
- 2010 : Le plus beau Noël de ma vie